# Rufina Ubah
Rufina Ubah oder Rufina Uba (* 4. April 1959) ist eine ehemalige nigerianische Leichtathletin, die sich auf den Sprint spezialisiert hat. Ihre größten Erfolge feierte sie mit dem Gewinn der Goldmedaille über 100 und 200 Meter bei den Afrikameisterschaften 1985 in Kairo sowie mit der Goldmedaille in der 4-mal-100-Meter-Staffel bei den Afrikameisterschaften 1989 in Lagos. Zudem siegte sie 1991 mit der Staffel bei den Afrikaspielen in Kairo.

## Sportliche Laufbahn
Erste internationale Erfahrungen sammelte Rufina Ubah vermutlich im Jahr 1979, als sie bei den erstmals ausgetragenen Afrikameisterschaften in Dakar mit der nigerianischen 4-mal-100-Meter-Staffel in 46,45 s gemeinsam mit Oguzoeme Nsenu, Fosa Ibini und Alaba Ojumola die Silbermedaille hinter dem ghanaischen Team gewann. Im Jahr darauf nahm sie an den Olympischen Sommerspielen in Moskau teil und schied dort mit 11,60 s im Viertelfinale im 100-Meter-Lauf aus und auch über 200 Meter schied sie mit 23,55 s im Viertelfinale aus. 1982 startete sie bei den Commonwealth Games in Brisbane und belegte dort in 11,31 s den fünften Platz über 100 Meter und schied im 200-Meter-Lauf mit 24,20 s im Halbfinale aus. Zudem belegte sie mit der Staffel in 44,60 s den fünften Platz. Im Jahr darauf schied sie bei den erstmals ausgetragenen Weltmeisterschaften in Helsinki mit 11,60 s und 24,72 s jeweils im Viertelfinale über 100 und 200 Meter aus. 1985 siegte sie bei den Afrikameisterschaften in Kairo in 11,61 s über 100 Meter sowie in 23,79 s auch im 200-Meter-Lauf. Zudem sicherte sie sich dort in 45,45 s gemeinsam mit Beatrice Utondu, Mary Onyali-Omagbemi und Lynda Eseimokumo die Silbermedaille hinter dem ghanaischen Team. Anschließend klassierte sie sich bei der Sommer-Universiade in Kōbe in 11,78 s auf dem achten Platz über 100 Meter und schied über 200 Meter mit 24,51 s im Semifinale aus. Zudem gelangte sie mit der nigerianischen 4-mal-400-Meter-Staffel mit 3:34,41 min auf Rang vier. Im Oktober belegte sie dann beim Leichtathletik-Weltcup in Canberra in 11,55 s den fünften Platz über 100 Meter und wurde in 24,03 s Siebte über 200 Meter.
1987 startete sie bei den Hallenweltmeisterschaften in Indianapolis und schied dort mit 7,39 s und 24,73 s jeweils im Halbfinale über 60 und 200 Meter aus. 1989 gewann sie bei den Afrikameisterschaften in Lagos in 11,47 s die Bronzemedaille im 100-Meter-Lauf hinter ihren Landsfrauen Mary Onyali-Omagbemi und Tina Iheagwam. Zudem siegte sie in 44,60 s in der 4-mal-100-Meter-Staffel. Anschließend kam sie beim Leichtathletik-Weltcup in Barcelona mit der Staffel nicht ins Ziel. 1991 schied sie bei den Weltmeisterschaften in Tokio mit 11,54 s im Viertelfinale über 100 Meter aus und belegte mit der Staffel in 42,77 s im Finale den vierten Platz. Anschließend gewann sie bei den Afrikaspielen in Kairo in 11,43 s die Bronzemedaille über 100 Meter hinter ihren Landsfrauen Mary Onyali-Omagbemi und Beatrice Utondu und mit der Staffel siegte sie in 44,21 s gemeinsam mit Chioma Ajunwa, Utondu und Onyali-Omagbemi. Im Jahr darauf sicherte sie sich bei den Afrikameisterschaften in Belle Vue Harel in 11,42 s die Bronzemedaille über 100 Meter hinter den Südafrikanerinnen Elinda Vorster und Marcel Winkler und mit der Staffel gewann sie in 45,19 s gemeinsam mit Onyinye Chikezie, Mary Tombiri und Ime Akpan die Silbermedaille hinter dem südafrikanischen Team. Anschließend wurde sie beim Leichtathletik-Weltcup in Havanna in 44,21 s Dritte in der gemischten afrikanischen 4-mal-100-Meter-Staffel hinter Asien und Europa. Daraufhin beendete sie ihre aktive sportliche Karriere im Alter von 33 Jahren.

## Persönliche Bestleistungen
- 100 Meter: 11,22 s (+2,0 m/s), 6. Juli 1990 in Edinburgh
  - 60 Meter (Halle): 7,39 s, 6. März 1987 in Indianapolis
- 200 Meter: 23,36 s, 28. Juli 1980 in Moskau
  - 200 Meter (Halle): 24,71 s, 6. März 1987 in Indianapolis